# Sideridis artesta
Trichoclea artesta là một loài bướm đêm trong họ Noctuidae.